# Сант'Еутицио (Витербо)
Сант'Еутицио је насеље у Италији у округу Витербо, региону Лацио.
Према процени из 2011. у насељу је живело 345 становника. Насеље се налази на надморској висини од 301 м.